# Piskmask
Piskmask (Trichuris trichiura) är en art av rundmaskar som kan leva som parasit i människor. Den förekommer sällan i Sverige utan drabbar främst människor i länder med dålig vattenhygien. Den smittar ofta genom intag av orent vatten, jord eller mat som har sköljts i vatten som innehåller maskägg. Maskäggen utvecklas sedan i tunntarmen till 30–40 mm långa maskar som ser ut som en piska, därav namnet. Den lever av att suga blod från tarmen och på det sättet får den i sig näring. 
Masken orsakar sällan några besvär men en infektion kan ibland leda till anemi och undernäring. Behandling sker med mebendazol som efter bara 3–5 dagar kan döda masken. För att undvika smitta i riskområden bör man dricka flaskvatten, och mat ska inte sköljas eller bevattnas vid odling med vatten som kan innehålla maskägg. I dessa områden är det även viktigt att vara noga med handhygienen för att undvika smitta.

## Släkte och historia
Piskmask (Trichuris trichiura) är en art i stammen rundmaskar. Piskmask är den endoparasit som sprids mest globalt och är den tredje vanligaste rundmasken.
I september 1991 upptäcktes en välbevarad mumie - Ötzi - i en glaciär i Ötztalalperna, som ligger på den italienska sidan av alperna. Personen levde under neolitikum och dog för cirka 5200–5399 år sedan. I mumien återfanns ägg från piskmasken, detta är det äldsta fyndet av en piskmaskinfektion. Innan denna upptäckt hade det äldsta fyndet av piskmaskägg hittats i staden Jiangling i Kina, från 167 f.k. Fyndet härrör från Handynastin.
Den piskmask som finns hos grisar är närbesläktad med den piskmask som finns hos människor. Piskmask som har hittats i människan och andra primater heter Trichuris trichiura, medan piskmask i grisar och vildsvin heter Trichuris suis. Piskmask som infekterar grisar finns hos grisar i hela världen, men förekommer mest hos de som är frigående. Morfologin och morfometriska mätningar visar att både vuxna maskar, ägg och larver av de två piskmaskarterna är svåra eller omöjliga att särskilja. Även om många studier har genomförts har det visat att deras egenskaper antingen är liknande, har överlappande intervall eller att de är värdrelaterade. Morfologi har därför visat sig vara otillräcklig för att skilja mellan Trichurisarterna hos de två värdarna.

## Utbredning
Piskmasken är den tredje vanligast förekommande parasitinfektionen hos människan. Piskmaskens ägg trivs bäst i områden där klimatet är tropiskt. Detta gör att parasiten mestadels förekommer i de tropiska utvecklingsländerna där det är bristfällig hygien. Främst gäller det bristen på rent vatten, och att odlingsmark är förorenad med piskmaskägg. Ett exempel är Uganda där infektionen sprids mellan människor på grund av intag av förorenade livsmedel. Trots att piskmasken trivs bäst i denna tropiska miljö har den även påträffats i södra USA. År 2002 uppskattades infektionen av Piskmask nå upp till en miljard infekterade människor världen över.

## Uppbyggnad
Hanar av piskmaskar är 30–45 mm och honorna är 35–50 mm långa. Vuxna piskmaskar har en piskliknande kropp. Främre delen är lång och tunn medan den bakre är tjockare. Den främre delen av kroppen består av en mun och en matstrupe. Munnen är en enkel öppning som saknar läppar och matstrupen är tunn och rörformad och omgiven av encelliga körtelceller, så kallade stichocytkörtlar. Hela svalgkomplexet kallas stichosom. Den bakre delen innehåller organismens reproduktionsorgan, varje organism, både hanar och honor, har bara en enda könskörtel (en könskörtel producerar könsceller och könshormoner). Honorna producerar cirka 3000-20000 citronformade ägg varje dag och hanarna har en så kallad spikler (spiral) med taggar som används vid parning. I slutet av bakre delen av masken finns anus, men utsöndringen av avfall sker genom små porer i huden.

## Livscykel

piskmaskens livscykel

Piskmaskens ägg sprids ut i marken med avföringen från en smittad människa. Äggen genomgår en celldelning och utvecklas till två celler. I nästa stadium går cellerna igenom ett avancerat klyvningsstadium. Därefter i det fjärde stadiet utvecklas det ett embryo i äggen. Äggen är smittsamma i 15 till 30 dagar. Efter intag av orent vatten, mat eller jord som är förorenade med ägg kläcks de därefter i tunntarmen och utvecklas till larver. I nästa stadium tillväxer larverna och etablerar sig som vuxna i tjocktarmen. De vuxna maskarna är cirka fyra centimeter långa och lever i blindtarmen och uppåtgående kolon. Maskens främre delar gängar sig fast i blindtarmens slemhinna och maskarna förblir på den platsen. De honkönade maskarna börjar att lägga ägg cirka 60–70 dagar efter infektion och de lägger mellan 3 000 och 20 000 per dag. Livslängden för en vuxen piskmask är cirka ett år.

## Infektion
Piskmasken orsakar en infektion som sprids från människa till människa genom överföring mellan tarm och mun, ofta genom livsmedel som har kommit i kontakt med vatten förorenat av avföring. För att värden ska infekteras måste äggen från piskmasken direkt komma in i värden. Intag av äggen sker genom förorenat vatten eller via mat som har grott i förorenad odlingsmark. De befruktade äggen som påbörjat celldelning är embryo i cirka 10 dagar innan de kläcks och utvecklas till larver efter cirka 3 veckor. När en människa blir infekterad är det den främre änden av piskmasken som bäddar in sig i människans tarmslemhinna där de livnär sig på vätskor, spjälkade vävnader och eventuellt blod. Detta kan orsaka en kronisk blödning som leder till anemi. Risken är också stor att den irriterande tarmslemhinnan infekteras och detta kan leda till dysenteri.

### Symptom
Individer med en lätt infektion har oftast inga symptom. Vid svåra infektioner är symptomen regelbundna och smärtsamma diarréer som innehåller blod, slem och vatten och som har en frän lukt. En individs tillväxt kan hämmas vid svåra infektioner och även anala framfall kan förekomma. Barn som får svåra infektioner kan få en hämmad tillväxt och nedsatt kognitiv utveckling.

### Samspel med immunförsvar
Ett stort internationellt forskarlag har kunnat visa att den närbesläktade piskmasken Trichuris suis som infekterar grisar har egenskaper som hjälper immunsystemet. Genom att tillföra Trichuris suis till kroppen kan det ge en positiv effekt för patienter med ledgångsreumatism, MS eller tarmsjukdomar som Crohns sjukdom och ulcerös kolit. I endemiska länder har befolkningen en viss tendens att drabbas av betydligt färre immunpatologiska sjukdomar, eftersom de ofta drabbas av parasitinfektioner. Detta är kopplat till att de som är mer exponerade för patogener har skapat ett förstärkt immunförsvar.

### Diagnos och behandling
Diagnosen vid piskmaskinfektion ställs med hjälp av en mikroskopisk analys där det undersöks om det finns ägg från piskmasken i avföringen. Om diagnos är fastställd är den vanligaste behandlingen det antiparasitiska läkemedlet Mebendazole, som ska intas genom en dos per dag i 3 dagar. Ett extra intag av kosttillskott i form av järn är att rekommendera då piskmask kan leda till anemi.
För att förebygga att bli smittad av piskmask är de bästa tipsen att ta för vana att alltid tvätta händerna, att undvika att äta livsmedel som kan ha blivit hanterade med förorenat vatten, och att alltid koka grönsaker om man misstänker att jorden de grott i är förorenad eller infekterad av piskmaskägg.